# Kerivoula eriophora
Kerivoula eriophora é uma espécie de morcego da família Vespertilionidae. Endêmica da Etiópia, onde é conhecida apenas da localização-tipo: entre Semian e Wogara, Vale de Belegaz.